# Symphonie no 76 de Joseph Haydn

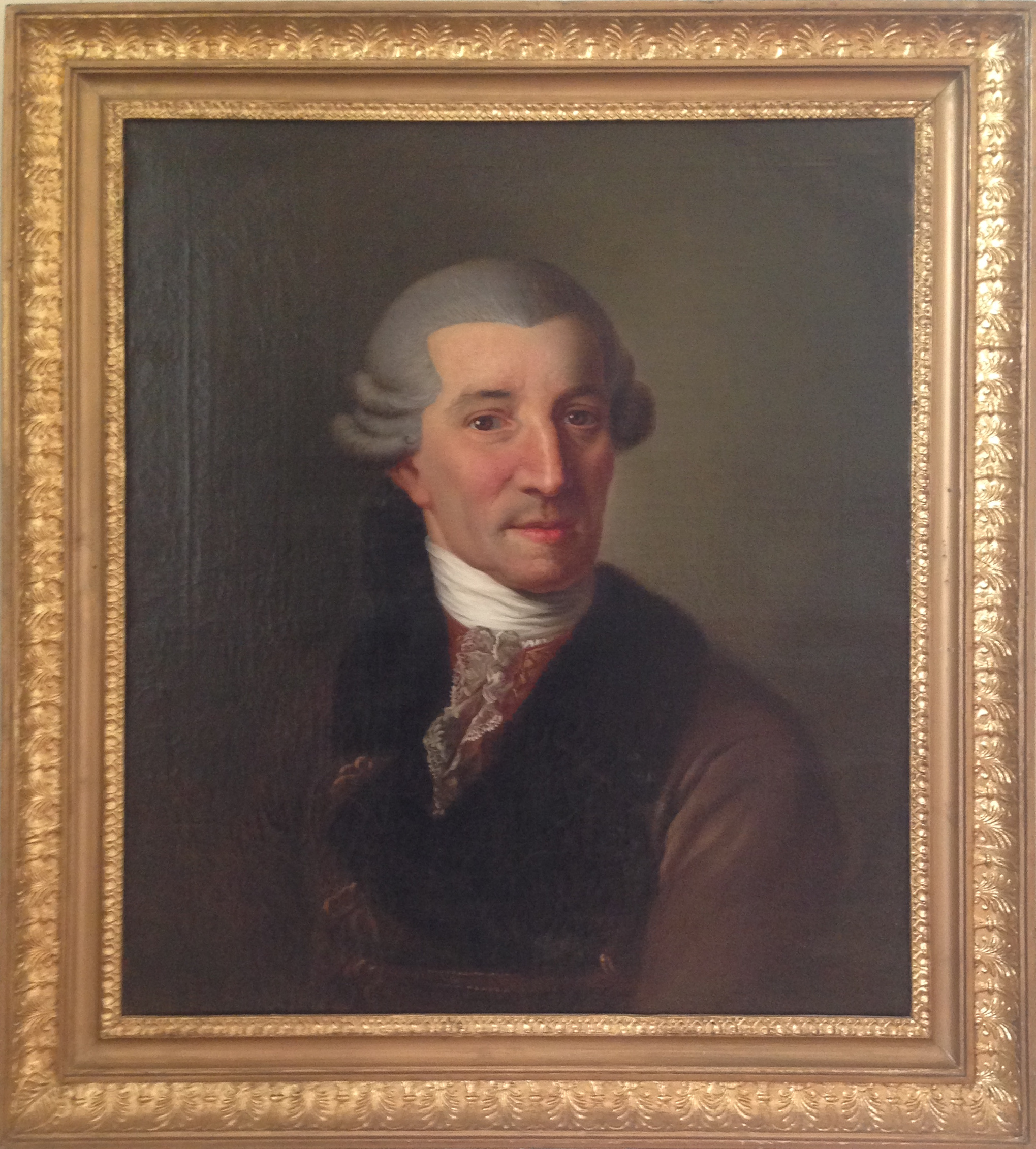
Joseph Haydn.

La Symphonie no 76 en mi bémol majeur Hob. I:76 est une symphonie du compositeur autrichien Joseph Haydn. Composée en 1782, elle comporte quatre mouvements.

## Analyse de l'œuvre
1. Allegro
2. Adagio ma non troppo
3. Menuet
4. Allegro ma non troppo

Durée approximative : 28 minutes.

## Instrumentation
- une flûte, deux hautbois, deux bassons, deux cors, cordes.